# هو شياوبونغ
هو شياوبونغ (باللغة الصينية: 何小鹏؛ في لغة بينيين: Hé Xiǎopéng; ولد 3 تشرين الثاني (نوفمبر) 1977) هو رائد أعمال صيني، اشتهر بكونه المشارك المؤسس لعدد من الشركات بما فيها شركة أكس بانغ، وهي شركة تصنيع السيارات الكهربائية الذكية، وشركة يو سي ويب،  وهي شركة تزويد خدمة الإنترنت عبر الهاتف المحمول الذي شارك في تأسيسها في عام 2004. استحوذت مجموعة علي بابا على شركة يو سي ويب في يونيو 2014 في أكبر صفقة اندماج واستحواذ على الإطلاق في صناعة الإنترنت الصينية.  بعد الاستحواذ، تم تعيينه رئيسًا لشركة يو سي ويب ورئيسًا لمجموعة أعمال علي بابا للموبايل، وشغل لاحقًا منصب رئيس شركة العاب تودو وعلي.
في 22 أغسطس 2017 ، غادر هو شياوبونغ شركة علي بابا وانضم رسميًا إلى شركة أكس بانغ في 29 أغسطس كرئيس للشركة الناشئة. 

## النشأة والتعليم
ولد في هوانغشي، خوبي، حيث أمضى طفولته. تخرج من جامعة جنوب الصين للتكنولوجيا  بشهادة البكالوريوس في علوم الكمبيوتر.

## المسار المهني

### بداية المسار المهني
بعد التخرج من الجامعة، عمل في شركة اسيا انفو تكنولوجي في مناصب مختلفة، بما في ذلك مدير قسم التكنولوجيا ومدير قسم الاختبار ومدير المشاريع.

### شركة يو سي ويب: 2004-2017
شارك في تأسيس شركة يو سي ويب مع ليانغ جي في عام 2004 للإشراف على إستراتيجية إنتاج الشركة وجهود البحث والتطوير. في يونيو 2014 ، استحوذت مجموعة علي بابا العملاقة للتجارة الإلكترونية على شركة يو سي ويب مقابل 4,3 مليار دولار، مما جعل هو شياوبونغ مليارديرًا. من عام 2014 إلى أغسطس 2017 ، شغل هو شياوبونغ منصب كبير التنفيذيين في مجموعة أعمال علي بابا للموبايل. في 22 أغسطس 2017، أعلن هو شياوبونغ رسميًا استقالته من جميع مناصبه في مجموعة علي بابا لبدء مغامرة جديدة وتأسيس شركة أكس بانغ.

### أكس بانغ: 2017 إلى الوقت الحاضر

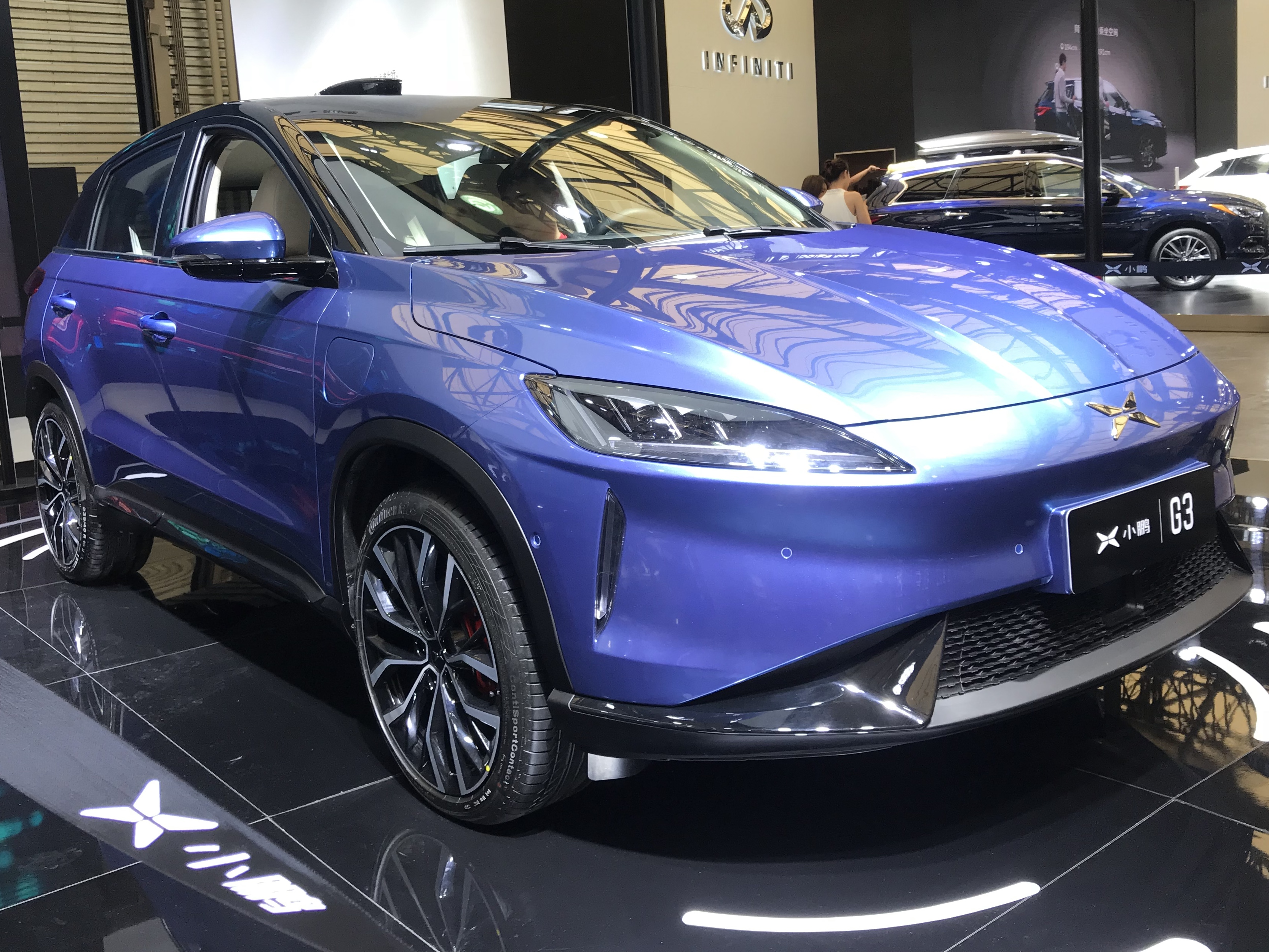
سيارة أكس بانغ جي 3

في عام 2014، هو شياوبونغ دعم شيا هانغ وهي تاو في تأسيس شركة أكس بانغ، وهي شركة سيارات كهربائية ذاتية القيادة.  تلقت الشركة استثمارات أولية من لي شويلنغ وفو شنغ ووو شاوبوينغ وزانغ ينغ ومستثمرين آخرين للعمل على هندسة المركبات ذاتية القيادة والتعلم الآلي. كان الهدف المعلن لشركة أكس بانغ هو تصنيع سيارات متصلة بالشبكة في الصين تتمتع بقدرات مثل التزود بالكهرباء والذكاء الاصطناعي والشبكات والقيادة الذاتية. في سبتمبر 2016 ، أصدرت شركة أكس بانغ النسخة التجريبية من النموذج الأولي للسيارة الصغيرة الكهربائية الذكية جي 3 في بكين. تلقت السيارة مراجعات إيجابية لتصميمها وأدائها وتقنيتها.  في أغسطس 2017 أصبح هو شياوبونغ رئيسًا متفرغًا لشركة أكس بانغ.
تقوم شركة أكس بانغ حاليًا بتصنيع سيارة الدفع الرباعي الكهربائية الذكية جي 3 في الصين، وتوزع وتدعم سياراتها من خلال سلسلة من مراكز البيع بالتجزئة والخدمة في جميع أنحاء البلاد. من المقرر طرح طراز الكوبيه الرياضي الذكي بي 7 الخاص بالشركة في ربيع عام 2020.